# Un bébé à tout prix
Un bébé à tout prix (Miss Conception) est un film britanno-américano-allemand réalisé par Eric Styles, sorti directement en DVD en 2008.

## Synopsis
Âgée de 33 ans, Georgina apprend qu'elle souffre de ménopause précoce. Dès lors, elle met tout en œuvre pour rencontrer l'homme de sa vie et devenir mère avant qu'il ne soit trop tard...

## Fiche technique
- Titre original : Miss Conception
- Titre français : Un bébé à tout prix ou Maman à tout prix (titre télévisuel)
- Réalisation : Eric Styles
- Scénario : Camilla Leslie, Katherine Chandler
- Pays d'origine :  Angleterre,  États-Unis,  Allemagne
- Durée : 104 minutes

## Distribution
- Heather Graham (VFB : Guylaine Gibert) : Georgina « Georgie » Salt
- Mia Kirshner : Clem
- Tom Ellis (VFB : Philippe Allard) : Zak
- Will Mellor (VFB : Claudio Dos Santos) : Brian
- Orlando Seale (VFB : Alexandre Crépet) : Justin
- Ruta Gedmintas : Alexandra
- Nicholas Le Prevost (en) (VFB : Patrick Donnay) : Docteur Dupompe
- Jeremy Sheffield : James
- Cathal Sheaham : Malcolm
- Edward MacLiam (VFB : Sébastien Hébrant) : Ben
- Vivienne Moore : Madame Salt
- Maria Watton-Graham : Rebecca
- Debbie Javor : Dalia
- Charlie Kranz : Bob Tushy
- Paul Telfer (VFB : Bruno Mullenaerts) : Luca
- Mark Mulholland : le pêcheur
- Roma Tomelty : la mère supérieure
- Karen Hassan : la jeune sœur